# 梅雨
梅雨，也作霉雨，又称黄梅雨，是每年初夏时节（6—7月）出现于中国大陆江淮流域—韩国—日本一带的由冷暖气流交汇形成的准静止锋造成的雨季。
在中国大陆，江淮梅雨的起迄时间平均为6月9日至7月16日。韩国梅雨年均自6月19日开始，至7月中旬结束。日本除南部冲绳、奄美群岛外，常年最早入梅的九州南部地区平均在5月30日入梅、7月15日出梅，常年最晚入梅的东北北部地区平均在6月15日入梅、7月28日出梅。

## 名称
“梅雨”一词因适值中国江南梅子黄熟季节而得名；因气温较高、湿度较大，器物易发霉，故又称“霉雨”。特指中国大陆（不包括韩国、日本）梅雨时，又可称“江淮梅雨”。“梅雨”在日语中称或，在韩语中称。梅雨的英语为音译（首字母需大写）；而有时被译作“梅雨”的则通常涵盖了自华南前汛期/台湾梅雨至中国大陆东北雨季的所有东亚雨季，含义集远大于本条目介绍的梅雨。
“梅雨”一词在二战后的台湾被用来指代华南地区（即现中国大陆广东广西海南福建、中华民国台湾）5—6月间的雨季，这一雨季在中国大陆江淮流域—韩国—日本一带的梅雨季节之前，在中国大陆属于华南前汛期而非梅雨，且造成台湾梅雨/华南前汛期的主要天气系统华南准静止锋或冷锋也和梅雨锋的结构有很大不同。

## 标准

### 中华人民共和国标准
在中国大陆，梅雨是唯一一个拥有国家监测标准的雨季（另5个雨季，即华南前汛期、西南雨季、东北雨季、华北雨季、华西雨季均只有气象行业标准）。根据《梅雨监测指标（GB/T 33671-2017）》，中国大陆梅雨共分为江南区（Ⅰ）、长江中下游区（Ⅱ）与江淮区（Ⅲ）3个区域。江南区平均梅雨期为6月9日~7月10日（31天）；长江中下游区为6月14日~7月16日（32天）；江淮区为6月23日~7月14日（21天）。每年3个区域中最早的入梅日作为当年整个江淮流域“梅雨季节”的开始，最晚的出梅日作为梅雨季节的结束（综合来说，平均的“梅雨季节”起讫时间即为6月9日至7月16日）。